# 兴隆街道 (临江市)
兴隆街道，是中华人民共和国吉林省白山市临江市下辖的一个乡镇级行政单位。

## 行政区划
兴隆街道下辖以下地区：
正阳社区、民主社区、文成社区、兴隆社区、东盛社区、临江经济开发区和东光村。